# Кузьниця-Стара (Клобуцький повіт)
Кузьниця-Стара (пол. Kuźnica Stara) — село в Польщі, у гміні Пшистайнь Клобуцького повіту Сілезького воєводства.
Населення — 436 осіб (2011).
У 1975-1998 роках село належало до Ченстоховського воєводства.

## Демографія
Демографічна структура станом на 31 березня 2011 року:
|          | Загалом | Допрацездатний вік | Працездатний вік | Постпрацездатний вік |
| -------- | ------- | ------------------ | ---------------- | -------------------- |
| Чоловіки | 215     | 43                 | 153              | 19                   |
| Жінки    | 221     | 33                 | 137              | 51                   |
| Разом    | 436     | 76                 | 290              | 70                   |